# Pradziadek (baśń)
Pradziadek (duń. Oldefa’er, ang. Great-Grandfather) – baśń literacka autorstwa Hansa Christiana Andersena, wydana po raz pierwszy w przekładzie na język angielski w sierpniu 1870 roku.

## Publikacja
Andersenowska baśń literacka pt. Pradziadek została po raz pierwszy opublikowana w przekładzie na angielski na łamach czasopisma „The Riverside Magazine for Young People”, wydanego przez wydawnictwo Hurd & Houghton w Nowym Jorku, w sierpniu 1870 roku. Angielski tytuł to Great-Grandfather.
Pierwsze duńskie wydanie ukazało się w antologii Idee i rzeczywistość (duń. Ide og Virkelighed). Duński tytuł baśni to Oldefa’er (współ. duń. Oldefar). Kolejne dwa wydania ukazały się w zbiorach za życia pisarza w marcu 1872 oraz w grudniu 1874 roku.
W utworze jest mowa o prawie przywiązania do ziemi w Królestwie Danii, wprowadzonym w 1733 roku, zniesionym w 1788 roku oraz o zakazie przywozu do Danii niewolników wprowadzonym w 1792 roku. Wspomniana zostaje osoba Hansa Christiana Ørsteda, odkrywcy elektromagnetyzmu, z którym Andersen znał się osobiście.

## Polskie przekłady
Pierwsze tłumaczenie Pradziadka na język polski autorstwa Stefanii Beylin ukazało się w antologii baśni w 1956 roku. Drugie tłumaczenie bezpośrednio z języka duńskiego, autorstwa Bogusławy Sochańskiej, ukazało się w 2006 roku w zbiorze Baśnie i opowieści.

## Fabuła
Streszczenia dokonano na podstawie wersji duńskiej z 1872 roku.
Pradziadek jest mądrym i dobrym człowiekiem, którego wszyscy szanują. Bardzo kocha swoją rodzinę. Nie przepada za współczesnością. Mówi, że „stare czasy były dobre”. Obecnie życie jest niespokojne i niepewne. Krytykuje młodzież, która śmiało wypowiada się nawet o sprawujących władzę. Oburza się, że każdy może obrażać ludzi zasłużonych. Po chwili łagodnieje i przyznaje, że może się myli. Wspomina bale, przebieranki, parady cechów i świąteczne zabawy. Mówi z zachwytem o szlachetnych czynach dawnych ludzi. Uważa czasy sprzed swojej młodości za jeszcze piękniejsze.
Frederik uważa jednak, że dawne czasy były surowe i dobrze, że minęły. Młody mężczyzna jest zdolny i bystry. Czesto dyskutuje z pradziadkiem, choć się nie rozumieją. Mimo to nie potrafią bez siebie żyć. Pradziadek z zainteresowaniem słucha opowieści Frederika o nauce i postępie. Obawia się jednak, że rozwój nie czyni ludzi lepszymi, tylko groźniejszymi dla siebie nawzajem.
Gdy Frederik opowiada historię o zegarze miejskim i kolejowym, pradziadek dostrzega w niej głębszy sens. Przy rozstaniu z Frederikiem czuje wielki smutek, ale dzięki telegrafowi mogą być ze sobą w stałym kontakcie. Pradziadek mówi, że obecne czasy są pełne Bożej myśli i błogosławieństwa dla ludzkości. Dodaje, że Duńczycy jako pierwsi zrozumieli i opisali siły natury. Wzruszony całuje krewnego i opowiada, że patrzył w oczy człowieka, który pierwszy pojął te siły – były to oczy niewinne.
Po ponad miesiącu nadchodzi list od Frederika z Ameryki z wiadomością o jego zaręczynach z młodą, uroczą dziewczyną. Rodzina ogląda jej fotografię gołym okiem i przez szkło powiększające. Podziwiają, że zdjęcie oddaje wygląd lepiej niż obrazy dawnych mistrzów. Pradziadek żałuje, że dawniej nie posiadano tego wynalazku – można by było zobaczyć twarze wielkich ludzi. Mówi, że panna wygląda łagodnie i dobrze jej z oczu patrzy. Dzięki zdjęciu byłby w stanie ją rozpoznać, gdyby weszła do pokoju.
Niebezpieczeństwo podczas podróży prawie przekreśla przyszłość młodych. Rodzina dowiaduje się o tym dopiero, gdy udaje się im wyjść cało z opresji. Młodzi małżonkowie szczęśliwie docierają do Anglii, a potem planują podróż statkiem do Kopenhagi. Gdy widzą wybrzeże Danii, zaczyna się sztorm i statek osiada na mieliźnie. Fale są wysokie i łodzie ratunkowe nie mogą do nich dotrzeć. W nocy z lądu wystrzeliwana jest lina, która łączy rozbitków z brzegiem. W specjalnym koszu przez wzburzone morze służby ratują młodą kobietę, która z radością spotyka się z mężem na lądzie. Przed świtem udaję się uratować wszystkich rozbitków.
W Kopenhadze rodzina śpi spokojnie, nieświadoma zagrażającego młodym niebezpieczeństwa. Podczas porannej kawy dociera telegram o katastrofie angielskiego statku, co wywołuje ogromny niepokój. Wkrótce potem przychodzi wiadomość od uratowanych: Frederik i jego żona wkrótce będą w domu. Pradziadek wzrusza się, daje dwieście talarów na pomnik Ørsteda i cieszy się, że wszystko idzie ku dobremu.